# Confederación de Trabajadores de la Educación de la República Argentina
La Confederación de Trabajadores de la Educación de la República Argentina (CTERA) es una entidad gremial argentina de segundo grado (Federación) que afilia sindicatos docentes pertenecientes a todas las 24 jurisdicciones que conforman Argentina; esto es, 23 provincias y la Ciudad Autónoma de Buenos Aires.
Desde su fundación en 1973, ha estado en manos de diversos dirigentes, entre ellos Eduardo Requena, Alfredo Bravo (histórico dirigente del Partido Socialista), Isauro Arancibia (Secretario General de la Agremiación de Trabajadores de la Educación de Tucumán, ATEP), Marta Maffei y Marina Vilte (Secretaria General de la Asociación de Educadores Provinciales de Jujuy). Cuenta con la participación de 143 entidades de base. CTERA promovió estatutariamente estrategias para lograr la unidad en cada jurisdicción evitando la dispersión que debilitaba su efectividad, un proceso demorado por los golpes de Estado y las dictaduras militares que mataron, persiguieron, torturaron, encarcelaron y desaparecieron a sus dirigentes y obturaron la actividad sindical.
Finalmente durante 1989 se alcanza el mayor grado de integración con un sindicato único por jurisdicción. Hoy, las entidades de base de CTERA incorporan docentes de todos los niveles y modalidades tanto del ámbito público como privado. En el 2000 trabajan en todo el país 622.000 docentes. La afiliación promedio es del 55%. CTERA tiene incorporado al 45% del total nacional de educadores llegando a 234.000 afiliados cotizantes.
Es la mayor organización sindical docente y una de las más grandes organizaciones gremiales de cualquier actividad. Pertenece orgánicamente a la Central de los Trabajadores Argentinos, CTA.
En 2010 fue reelegida como secretaria general la educadora Stella Maldonado (fallecida en 2014), que asumió, junto a su nueva junta directiva, el 28 de septiembre.
En el ámbito internacional CTERA es miembro de la Internacional de la Educación (IE) de la que preside el Comité Regional para América Latina en la persona de Hugo Yasky. Yasky fue reelegido como presidente del Comité Regional de la Internacional de la Educación para América Latina en la Conferencia Regional realizada en Buenos Aires, Argentina.
Asimismo, Stella Maldonado, su secretaria general, integraba el Comité Ejecutivo mundial de la Internacional de la Educación, elegida en el 6.º Congreso Mundial de Sudáfrica de esa federación mundial de sindicatos de la educación. Esta situación continuó hasta su fallecimiento el 13 de octubre de 2014, siendo posteriormente elegida para ocupar el cargo de Secretaría General de CTERA,  Sonia Alesso.

## Entidades de base
Listado alfabético de sindicatos docentes jurisdiccionales (provinciales y de la CABA) que integran CTERA:
- ADEP - Asociación de Educadores Provinciales (Jujuy)
- ADOSAC - Asociación Docentes de Santa Cruz
- AGMER - Asociación Gremial del Magisterio de Entre Ríos
- ASDE - Asociación Sanluiseña de Docentes Estatales ( San Luis)
- ATECh - Asociación de Trabajadores de la Educación del Chubut - Personería Gremial N.º 799
- AMP - Asociación de Maestros y Profesores (La Rioja)
- AMSAFE - Asociación del Magisterio de Santa Fe
- ATEN - Asociación de Trabajadores de la Educación de Neuquén
- ATEP - Agremiación de Trabajadores de la Educación Provincial (Tucumán)
- SUTE - Sindicato Unido de Trabajadores de la Educación (Mendoza)
- SUTEBA - Sindicato Unificado de Trabajadores de la Educación de la Provincia de Buenos Aires
- SUTEF - Sindicato Unificado de Trabajadores de la Educación Fueguina (Tierra del Fuego)
- UDAP - UNIÓN DOCENTES AGREMIADOS PROVINCIALES (San Juan)
- UDPM - Unión de Docentes de la provincia de Misiones
- UEPC - Unión de Educadores de la Provincia de Córdoba
- UNTER - Unión de Trabajadores de la Educación de Río Negro
- UTE - Unión de los Trabajadores de la Educación (Ciudaf Autónoma de Buenos Aires)
- UTELPA - Unión de Trabajadores de la Educación de La Pampa
- UTRE - Unin de Trabajadores de la Educación (Chaco)
- SUTECO - Sindicato Único de Trabajadores de la Educación de Corrientes
- ADF - Agremiación del Docente de Formosa
- ATECA - Asociación de Trabajadores de la Educación de Catamarca
- ADP - Asociación Docente Provincial de Salta
- SUTESE - Sindicato Único de Trabajadores de la Educación de Santiago del Estero